# 태안고등학교
태안고등학교(泰安高等學校)는 대한민국 충청남도 태안군 태안읍 평천리에 있는 공립 고등학교이다.

## 학교 연혁
- 1963년 2월 19일 : 태안고등학교 설립인가
- 1963년 3월 20일 : 태안고등학교 개교(3학급)
- 1966년 3월 7일 : 학칙 개정(남·여 공학)
- 1997년 9월 25일 : 학칙 개정(남 15학급, 여 9학급)
- 1998년 2월 13일 : 태안고등학교 분리 이전
- 2012년 3월 1일 : 학칙 개정(18학급)
- 2023년 12월 22일 : 제59회 졸업식(6학급 120명, 졸업생 누계 13,275명)
- 2024년 3월 4일 : 2024학년도 입학(6학급 130명)
- 2024년 9월 1일 : 제26대 이화진 교장 취임

## 참고 자료
- 태안고등학교 - 한국교육학술정보원 학교알리미